# Seznam armadnih skupin Kraljevine Jugoslavije
Seznam armadnih skupin Kraljevine Jugoslavije.

## Seznam
- 1. armadna skupina
- 2. armadna skupina
- 3. armadna skupina